# Tønder
Tønder (danskt uttal: [ˈtsʰønˀɐ] ( lyssna), tyska: Tondern [ˈtɔndɐn]) är en tätort och stad som utgör centralort i Tønders kommun i Region Syddanmark i sydvästra Danmark. Tätorten har 7 564 invånare (2024). Den ligger på Jylland, cirka 64 kilometer sydöst om staden Esbjerg. Tønder fick stadsrättigheter år 1243 och ligger nära Nordsjöns kust samt gränsen till Tyskland. Tønder är känt för Tønderfestivalen samt för sin lokala knyppling.
Mellan 1864 och 1920 tillhörde staden Preussen, sedermera en del av Tyska riket.